# 400 meter häck för damer i friidrott vid olympiska sommarspelen 1984
400 meter häck för damer vid olympiska sommarspelen 1984 i Los Angeles avgjordes den 8 augusti. 

## Medaljörer
| Gren           | Guld                          | Guld  | Silver           | Silver | Brons                          | Brons |
| 400 meter häck | Nawal El Moutawakel · Marocko | 54,61 | Judi Brown · USA | 55,20  | Cristieana Cojocaru · Rumänien | 55,41 |

## Resultat
- Q innebär avancemang utifrån placering i heatet.
- q innebär avancemang utifrån total placering.
- DNS innebär att personen inte startade.
- DNF innebär att personen inte fullföljde.
- DQ innebär diskvalificering.
- NR innebär nationellt rekord.
- OR innebär olympiskt rekord.
- WR innebär världsrekord.
- WJR innebär världsrekord för juniorer
- AR innebär världsdelsrekord (area record)
- PB innebär personligt rekord.
- SB innebär säsongsbästa.

### Final
| Placering | Final                      | Tid   |
| --------- | -------------------------- | ----- |
|           | Nawal El Moutawakel (MAR)  | 54,61 |
|           | Judi Brown (USA)           | 55,20 |
|           | Cristieana Cojocaru (ROU)  | 55,41 |
| 4.        | P.T. Usha (IND)            | 55,42 |
| 5.        | Ann-Louise Skoglund (SWE)  | 55,43 |
| 6.        | Debbie Flintoff-King (AUS) | 56.21 |
| 7.        | Tuija Helander (FIN)       | 56,55 |
| 8.        | Sandra Farmer (JAM)        | 57,15 |

### Semifinaler
| Placering | Heat 1                    | Tid   |
| --------- | ------------------------- | ----- |
| 1.        | Ann-Louise Skoglund (SWE) | 55,17 |
| 2.        | Cristieana Cojocaru (ROU) | 55.24 |
| 3.        | Nawal El Moutawakel (MAR) | 55.65 |
| 4.        | Sandra Farmer (JAM)       | 56.05 |
| 5.        | Sharieffa Barksdale (USA) | 56.19 |
| 6.        | Giuseppina Cirulli (ITA)  | 56.45 |
| 7.        | Susan Morley (GBR)        | 56.67 |
| 8.        | Andrea Page (CAN)         | 57.89 |

| Placering | Heat 2                     | Tid        |
| --------- | -------------------------- | ---------- |
| 1.        | P.T. Usha (IND)            | 55,94      |
| 2.        | Judi Brown (USA)           | 55.97      |
| 3.        | Debbie Flintoff-King (AUS) | 56.24      |
| 4.        | Tuija Helander (FIN)       | 56.59      |
| 5.        | Gladys Taylor (GBR)        | 56.72      |
| 6.        | Olga Commandeur (NED)      | 57.01      |
| 7.        | Ruth Kyalisima (UGA)       | 57.02 (NR) |
| 8.        | Maria Usilo (NGR)          | 58.55      |

### Försöksheat
| Placering | Heat 1                     | Tid     |
| --------- | -------------------------- | ------- |
| 1.        | Judi Brown (USA)           | 55,97   |
| 2.        | P.T. Usha (IND)            | 56.81   |
| 3.        | Debbie Flintoff-King (AUS) | 57.20   |
| 4.        | Tuija Helander (FIN)       | 57.22   |
| 5.        | Lih-Jiau Lai (TPE)         | 58.54   |
| 6.        | Alma Vázquez (MEX)         | 1.00,86 |

| Placering | Heat 2                    | Tid   |
| --------- | ------------------------- | ----- |
| 1.        | Nawal El Moutawakel (MAR) | 56,49 |
| 2.        | Sharieffa Barksdale (USA) | 56.89 |
| 3.        | Sandra Farmer (JAM)       | 57.06 |
| 4.        | Gladys Taylor (GBR)       | 57.64 |
| 5.        | Lynnette Grime (NZL)      | 58.02 |
| 6.        | Dana Wright (CAN)         | 58.17 |

| Placering | Heat 3                    | Tid     |
| --------- | ------------------------- | ------- |
| 1.        | Olga Commandeur (NED)     | 56,67   |
| 2.        | Cristieana Cojocaru (ROU) | 56.94   |
| 3.        | Ruth Kyalisima (UGA)      | 57.38   |
| 4.        | Giuseppina Cirulli (ITA)  | 57.49   |
| 5.        | Averill Dwyer-Brown (JAM) | 58.42   |
| 6.        | Angela Wright-Scott (USA) | 59.77   |
| 7.        | Agripina de la Cruz (PHI) | 1.02,70 |

| Placering | Heat 4                    | Tid     |
| --------- | ------------------------- | ------- |
| 1.        | Ann-Louise Skoglund (SWE) | 55,75   |
| 2.        | Maria Usilo (NGR)         | 57.78   |
| 3.        | Susan Morley (GBR)        | 58.71   |
| 4.        | Andrea Page (CAN)         | 59.09   |
| 5.        | M.D. Valsamma (IND)       | 1.00,03 |
| 6.        | Cheryl Blackman (BAR)     | 1.01,19 |
| 7.        | Mary Parr (IRL)           | 1.01,66 |